# 謝佑昀
謝佑昀（1994年9月6日—），前台灣新聞媒體女記者、東森新聞數位媒體主播。《進擊的城市》主持人、《今晚開讚吧》助理主持人，出生於高雄市，此前任職東森新聞台。现为台灣雄狮旅游导游

## 主持作品
| 年 度                | 播出頻道       | 節 目          | 備 註                              |
| 2020年12月27日-至今  | 東森財經新聞台 | 《進擊的城市》 | 由東森主播謝佑昀、徐世珍擔任主持人 |
| 2022年5月23日-2024年 | 東森綜合台     | 《今晚開讚吧》 | 助理主持人                         |